# Miejsca pamięci narodowej nad jeziorem Rogozińskim

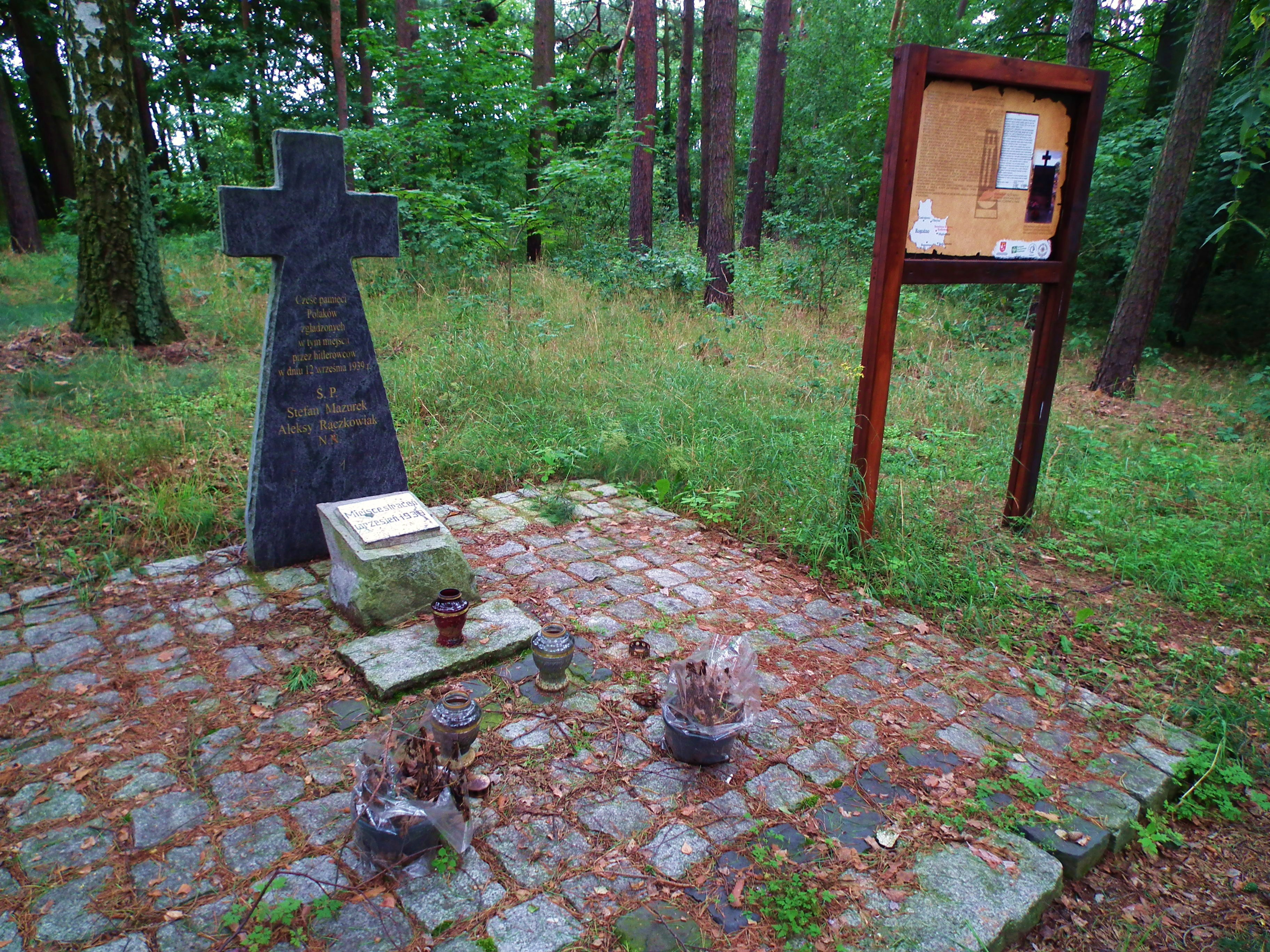
Widok ogólny – Strzelnica

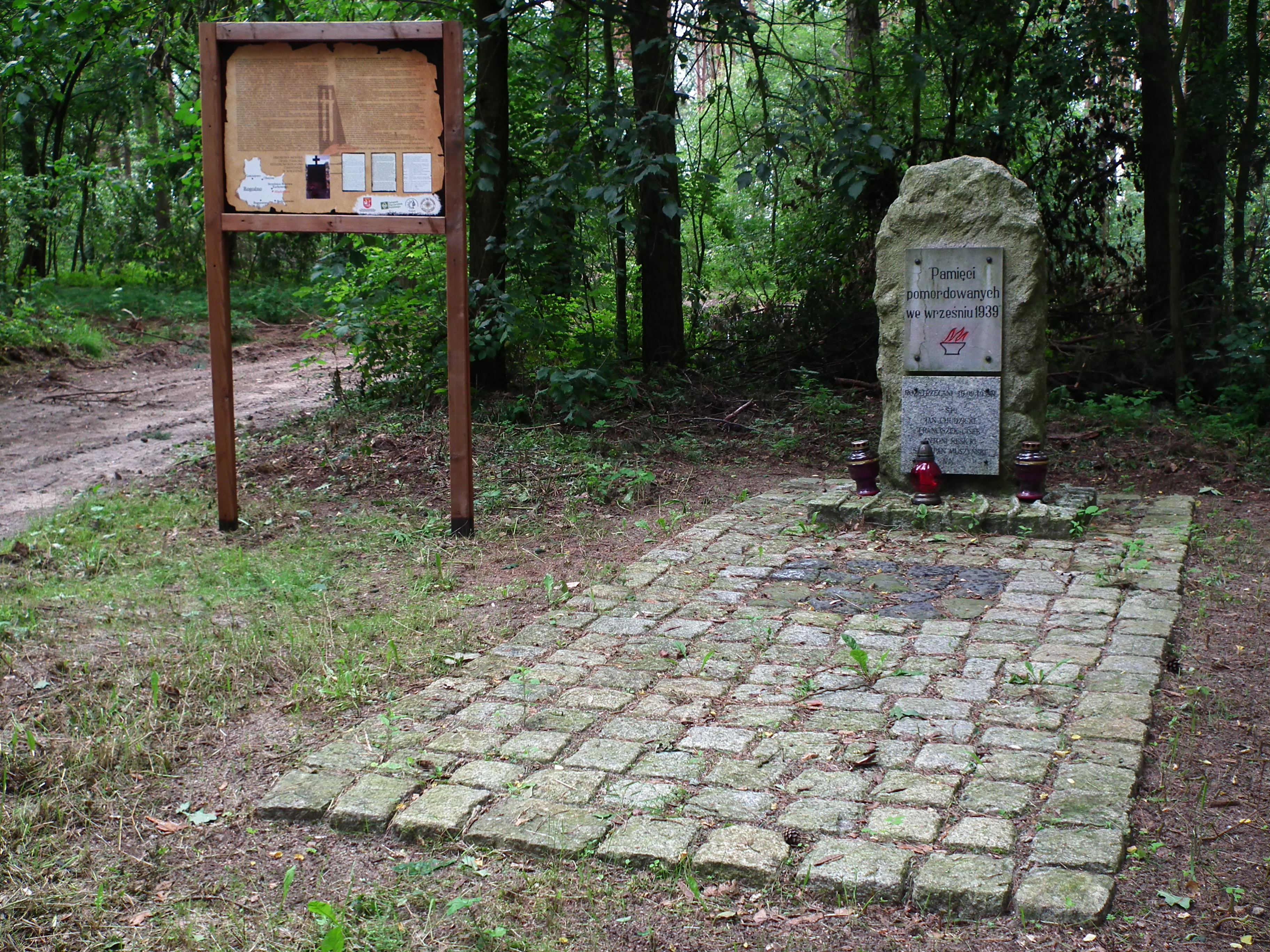
Widok ogólny – Olszynka

Miejsca pamięci narodowej nad jeziorem Rogozińskim – zespół dwóch miejsc pamięci narodowej, zlokalizowanych na zachodnim brzegu jeziora Rogozińskiego, na południowy wschód od Rogoźna w gminie Rogoźno. Są to od północy:

## Strzelnica
Miejsce zlokalizowane przy rogozińskiej strzelnicy (czynnej do dziś). 12 września 1939 członkowie Selbschutzu zamordowali tu trzech Polaków. 5 czerwca 1945 komisja ekshumacyjna przeprowadziła ekshumację ciał zabitych osób. Zwłoki leżały twarzami do góry, obok siebie, nogami zwróceni do drogi, na głębokości jednego metra. Prawdopodobnie ofiary, po wykopaniu grobu zostały ustawione na jego skraju i zamordowane strzałem od przodu. Jedna z ofiar otrzymała strzał w oczodół, druga w usta, a trzecia w jamę brzuszną. Rozkład zwłok był silny, w 1945 znaleziono, oprócz kości, tylko parę szelek, dwie przypinki od pasów, jedną parę butów skórzanych (oficerskich) ze skarpetą wełnianą. 
Zidentyfikowano dwie ofiary: Stefana Mazurka i Aleksego Rączkowiaka. Trzecia ofiara pozostała nieznana. Ciała przeniesiono do zbiorowej mogiły na rogozińskim cmentarzu. Miejsce kaźni upamiętnia kamienny krzyż z wyrytym napisem: „Cześć pamięci Polaków zgładzonych w tym miejscu przez hitlerowców w dniu 12 września 1939. Ś.P. Stefan Mazurek, Aleksy Rączkowiak, NN”. 

## Olszynka
Miejsce zlokalizowane bliżej wsi Studzieniec w rejonie, gdzie jezioro posiada skręt w kierunku wschodnim. 19 września członkowie Selbschutzu zamordowali tu sześciu Polaków:
- Szczepana Muszyńskiego (48 lat, woźnego miejskiego), zamordowany za udział w powstaniu wielkopolskim, przed śmiercią torturowany w lokalnym więzieniu,
- Franciszka Ciski (28 lat, sklepikarza), zamordowany prawdopodobnie za wznoszenie okrzyków na cześć Francji i Wielkiej Brytanii w dniu 3 września 1939 na zebraniu w Garbatce,
- Wacława Kozłowskiego (35 lat, księgowego),
- Antoniego Kęsickiego (51 lat, brukarza), przed śmiercią pobity za wznoszenie okrzyku „Jeszcze Polska nie zginęła!”,
- Józefa Chudzickiego (34 lata, robotnika rolnego), zamordowany za internowanie Niemców, poszukiwany, dobrowolnie się ujawnił po szantażu wobec mieszkańców Gościejewa, którym zagrożono represjami,
- Franciszka Króla (39 lat, ogrodnika z Ryczywołu), zamordowany za pełnienie służby policyjnej w początkach września 1939[1].

Zbrodnię ujawniono m.in. dzięki świadkowi doprowadzenia ofiar do lasu – Wiktorowi Kissmannowi, który rozpoznał niektórych doprowadzanych. Rozpoznał też wszystkich zbrodniarzy (miejscowych Niemców): Brunona Katza, Helmuta Lubke, Ericha i Gerharda Dumkeorazów oraz Herberta i Bruna Neumannów. W 1943 w mogile kopał E. Kruger z Rogoźna, który natrafił na szczątki ofiar, torbę i książeczkę wojskową Kęsickiego.
3 czerwca 1945 komisja ekshumowała ciała, do prac zatrudniając pozostałych w Rogoźnie Niemców nadzorowanych przez milicję. Ciała (sześć osób) były wrzucone do grobu bezładnie, bez kurtek i znajdowały się w stanie daleko idącego rozkładu. Dwie osoby zastrzelono bronią 9 mm, strzałem w tył głowy, jedną w potylicę (również uderzenie tępym narzędziem w głowę), dwie w lewą skroń i jedną w czoło. Mordu dokonano w pobliżu grobu, a ciała wrzucono do dołu bezładnie, bez odzieży wierzchniej.
Mogiłę upamiętnia kamienny obelisk z nazwiskami ofiar i tablicą pamiątkową. Ciała również przeniesiono do zbiorowej mogiły na rogozińskim cmentarzu.